# Спурий Мелий (трибун 436 пр.н.е.)
Спурий Мелий (Spurius Maelius) e политик на Римската република през втората половина на 5 век пр.н.е. Произлиза от плебейската фамилия Мелии. Роднина е на богатия плебей Спурий Мелий.
През 436 пр.н.е. Спурий Мелий е народен трибун. Той дава на съд Луций Минуций Есквилин Авгурин и се опитва да конфискува предприятието на Гай Сервилий Ахала, заради убийството на Спурий Мелий през 439 пр.н.е., но не е успял.